# Un mascul extraterestru
Un mascul extraterestru (What Planet Are You From?) este un film SF american din 2000 regizat de Mike Nichols. În rolurile principale joacă actorii Garry Shandling, Annette Bening și Linda Fiorentino.

## Prezentare
O planetă foarte evoluată, ai cărei locuitorii nu simt nicio emoție și se reproduc prin clonare, intenționează să cucerească Pământul din interior prin trimiterea unui agent, care are un penis mecanic care bâzâie, pentru a impregna o pământeană și a rămâne până la naștere. Extraterestrul, Harold Anderson, se duce la Phoenix ca bancher și începe să-și caute o parteneră. El nu este în stare să cucerească vreo femeie, iar falusul său bâzâitor nu-l ajută cu nimic, dar la sfatul unui coleg bancher, pleacă într-o croazieră unde o întâlnește Susan și, într-un fel, o convinge să se căsătorească cu el.

## Actori
- Garry Shandling ca Harold Anderson
- Annette Bening ca Susan Anderson
- John Goodman ca  Roland Jones
- Greg Kinnear ca Perry Gordon
- Linda Fiorentino ca Helen Gordon
- Ben Kingsley ca Graydon
- Judy Greer ca Rebecca
- Danny Zorn ca Randy
- Harmony Smith ca Rita
- Richard Jenkins ca Don Fisk
- Caroline Aaron ca Nadine Jones
- Nora Dunn ca Madeline
- Cricky Long ca Janice
- Camryn Manheim ca Alison
- Ann Cusack ca Liz
- Phill Lewis ca Other MD